# Wybory parlamentarne na Tonga w 1981 roku
Wybory parlamentarne na Tonga w 1981 odbyły się 1 maja. Wybierano 7 przedstawicieli ludu i 7 przedstawicieli szlachty do 25-osobowego Zgromadzenia Ustawodawczego na trzyletnią kadencję.
Prawo do głosowania na przedstawicieli ludu mieli wszyscy obywatele Tonga mający ukończone 21 lat, piśmienni i (w przypadku mężczyzn) nienależący do szlachty.
Oprócz przedstawicieli ludu i szlachty w Zgromadzeniu Ustawodawczym zasiadał z urzędu król i Tajna Rada, złożona z ośmiu ministrów i dwóch gubernatorów.
W 1981 w systemie politycznym Tonga nie było partii politycznych.
Wszyscy posłowie wybrani w 1981 byli mężczyznami.

## Źródło
- Historical Archive of Parliamentary Election Results (1981). Inter-Parliamentary Union. [dostęp 2016-08-04]. (ang.).